# Пардантопсис вильчатый
Iris dichotoma — декоративное корневищное растение семейства Ирисовые (Iridaceae). До середины 2000-х годов этот вид рассматривался как единственный вид рода Пардантопсис (Pardanthopsis) — Пардантопсис вильчатый (Pardanthopsis dichotoma).

## Биологическое описание
Корневище короткое.
Стебель разветвлённый, 50—100 см высотой.
Прикорневые листья мечевидные, жёсткие, длиной до 25 см, шириной до 3 см. Нижние листья слегка серповидные.
Цветки сине-фиолетовые с крапчатым рисунком, 3—4 см в диаметре. На цветоносе 3—5 цветков.
Семена коричневые.
Цветёт в первой половине лета.

## Ареал и экология
В естественных условиях встречается в Приамурье Дальнего Востока России и в Забайкалье, в северо-восточном Китае,  северо-восточной Монголии.
Растёт на каменистых степных склонах.
Иногда выращивается как декоративное садовое растение.